# Lucreția Suciu-Rudow
Lucreția Suciu-Rudow (n. 3 septembrie 1859, Oradea, Imperiul Austriac – d. 5 martie 1900, Oradea, Austro-Ungaria) a fost o poetă română. 

## Biografie
S-a născut la Oradea. Tatăl său a fost Petre Suciu, un preot ortodox român activ în sistemul școlar bisericesc din Oradea și protopop la Beliu, care s-a stabilit mai târziu în Ucuriș, iar Maria Suciu, mama ei, era poetă. Casa familiei de la Ucuriș a găzduit un mic cerc literar la care au participat George Coșbuc, Gheorghe Bogdan-Duică și Aurel Popovici. Lucreția, o femeie cultivată care cunoștea franceză, germană și maghiară, a debutat în anul 1884 în Familia, cu poemul Suvenir. A publicat în mod regulat poezii în revista Familia până în anul 1895. În anul 1889, a publicat poeziile ei colectate într-un singur volum tipărit la Sibiu, publicând, de asemenea, poezii în Tribuna și o traducere a lui Gotthold Ephraim Lessing, Laokoon.
S-a căsătorit cu Wilhelm Rudow, care a obținut un doctorat în filosofie de la Universitatea Halle; un filo-român care a scris o istorie în limba germană a literaturii române. Din aprilie până în noiembrie 1897 la Oradea, cuplul a publicat Foaia literară, o revistă săptămânală care a avut 30 de apariții. Printre colaboratorii revistei s-au numărat Coșbuc, Maria Cunțan și Ilarie Chendi. Scrierile ei au inclus și o poveste romantică, Logodnica contelui Stuart. Titu Maiorescu a văzut în versurile sale semnele sigure ale unei renașteri culturale transilvănene și o popularizează în Convorbiri Literare, unde i-au fost publicate mai multe poezii în anul 1898. În ultimii ani a publicat și în Tribuna Poporului din Arad. Ultimii ei ani au fost marcați de  tuberculoză.

## Opera
- Versuri, Institutul tipografic, Sibiu, 1889